# (34496) 2000 SF147
2000 SF147 (asteroide 34496) é um asteroide da cintura principal. Possui uma excentricidade de 0.03480360 e uma inclinação de 1.78114º.
Este asteroide foi descoberto no dia 24 de setembro de 2000 por LINEAR em Socorro.